# CP-16
Le macchine da presa CP-16, CP-16A, CP-16R, CP-16R/A e CP-16R/DS erano una serie di cineprese a 16 mm costruite dalla Cinema Products Corporation di Hollywood, che per le loro caratteristiche venivano utilizzate principalmente dalle troupe televisive dei telegiornali e dalle agenzie giornalistiche, prima dell'avvento delle telecamere portatili.

## Dettagli tecnici
Erano caratterizzate da un corpo compatto in lega di magnesio e da un motore con regolazione al quarzo e avevano lenti intercambiabili e un sistema audio integrato che registrava la traccia magnetica direttamente sulla pellicola, utilizzando uno speciale film a 16 millimetri con perforazione singola e banda magnetica.